# Корона Мономаха
Корона Константина IX Мономаха (венг. Monomakhosz-korona) — корона из золотых пластин, украшенных изображениями в технике перегородчатой эмали, созданная между 1042—1050 годами по заказу византийского императора Константина IX Мономаха. Найдена в 1860 году при вспашке земли в деревне Иванка-при-Нитре недалеко от города Нитра в Венгрии (ныне Словакия). В настоящее время хранится в Венгерском национальном музее в Будапеште.

## История
По одной из гипотез, корона была подарена императором Константином венгерскому королю Андрашу I ко дню коронации его и его супруги Анастасии, дочери Ярослава Мудрого. Неясно, предназначалась ли она для самого Андрея или для Анастасии. Предполагалось, что затем корона была зарыта королём Шаламоном во время междоусобной войны.

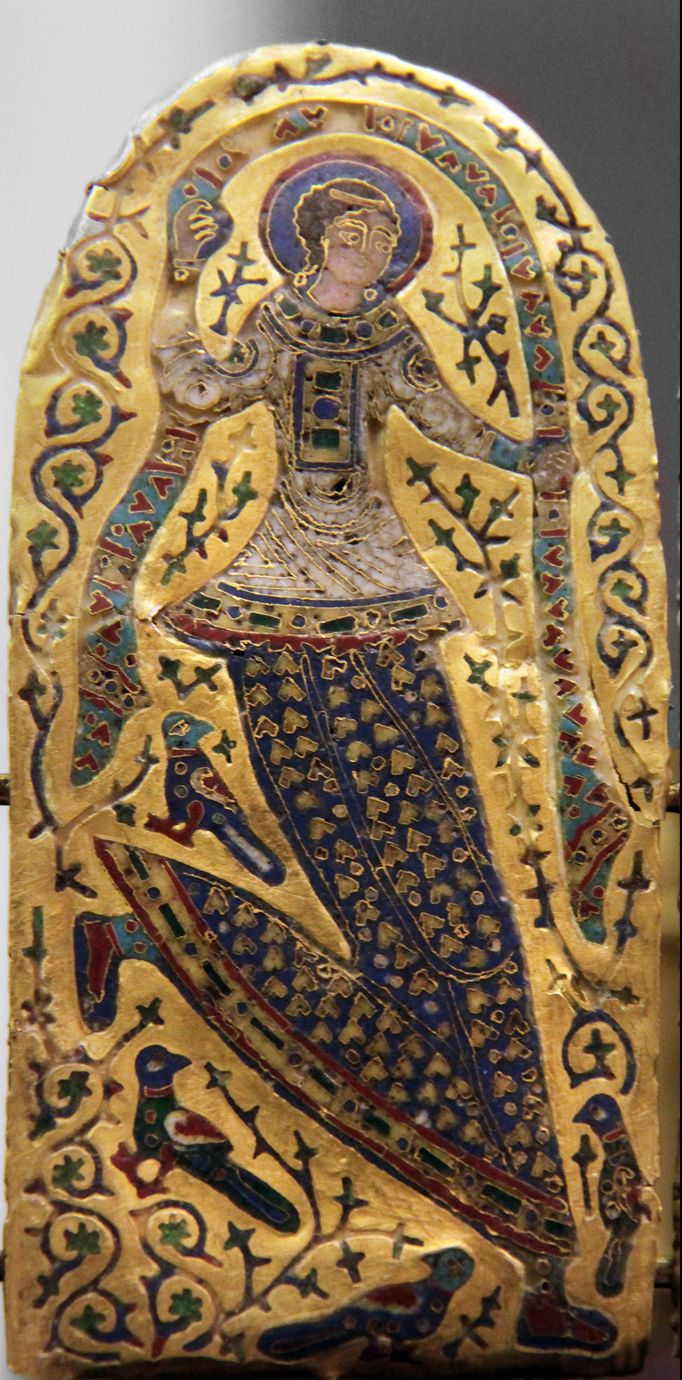
Танцовщица

## Описание
Корона состоит из семи пластин с закруглённым верхом, которые украшены изображениями императора Константина Мономаха (центральная пластина), императриц Зои (левая от центра) и Феодоры (правая от центра), аллегорий Правды и Смиренья и двух танцовщиц. Изображения обрамляет растительный орнамент с птицами, имеющий сходство с произведениями исламского искусства. Особенно влияние исламских памятников заметно в изображениях танцовщиц, схожих с образами из стенной росписи дворца халифа в Самарре (836—839 гг.), на фатимидской резной кости (X век) и фреске потолка Палатинской капеллы в Палермо.
Отмечалась необычность светского изображения танцовщиц для такого сакрального объекта, как корона. Выдвигалась гипотеза, что танцовщицы в нимбах символизируют «хор граций», восхваляющих добродетели царя в византийской риторике. Её диаметр — 22 сантиметра, очень небольшой, даже если предположить, что это женская корона. Греческий язык надписей на короне изобилует ошибками, а грубая обработка поверхности отличает её от византийской ювелирной продукции. На основании лингвистических и искусствоведческих критериев в 1994 году греческий византинист Николас Икономидис предположил, что корона — подделка XIX века. В 2009 году Тимоти Доусон предположил, что артефакт подлинный, но является не короной, а церемониальными поручами — знаком отличия для полководца, надеваемым на руку. Предполагаемым владельцем награды мог быть Стефан Пергамос, евнух и полководец Константина IX, одержавший победу над мятежниками в 1043 году. Спешка при изготовлении предмета и могла быть причиной грубости обработки и ошибок в языке.